# Basilio Rodríguez Cañada
Pour les articles homonymes, voir Rodríguez et Cañada.
Basilio Rodríguez Cañada (Navalvillar de Pela, province de Badajoz, 1961) est un écrivain, éditeur, professeur, poète, chroniqueur, africaniste et gestionnaire culturel espagnol.

## Biographie
Il est né à Navalvillar de Pela, province de Badajoz (Estrémadure, Espagne). Responsable culturel, professeur d'édition et de création littéraire; président de groupe Éditorial Sial Pigmalión (www.sialpigmalion.es), créé en 1997, avec plus de mille sept cents cinquante livres édités; producteur de musique, chroniqueur, président du PEN Club Espagnol, communicateur (il a été le présentateur de l’émission télévisée « Tiempo de tertulia »), Africaniste (il a été président de l’Association espagnole des africanistes), collaborateur de différents journaux et magazines ainsi que l'auteur d'anthologies bien connues ( Milenio. Ultimísima Poesía Española ).  
De 1989 à 2003, il a été directeur adjoint du Colegio Mayor Universitario « Africa », dépendant du ministère des Affaires étrangères et rattachées à l'Université Complutense de Madrid. De 2001 à 2006, il a été professeur de techniques de gestion et de communication à l´Institution universitaire de Mississippi à Madrid, dépendante de l'Université de Southern Mississippi (États-Unis). Professeur invité dans de prestigieuses universités espagnoles et étrangères. Conférencier régulier dans de nombreuses institutions nationales et internationales,,. Il a également organisé plusieurs expositions de photographies et ses œuvres ont été publiées dans divers médias spécialisés. Il a publié treize livres de poésie et plusieurs anthologies de son travail. Son dernier livre de poésie, publié simultanément en Espagne et en Colombie, en 2017, il s'intitule Sur la peau de l´amour. En 2018, l'Université Externado de Colombie a publié son livre ¡Imagine! Anthologie du prestigieux recueil de poésie « Un livre pour quelques sous ». En 2019, le travail coordonné par le professeur de l'Université de Géorgie de l'Ouest apparaît, Cecilia C. Lee, L'imaginaire poétique de Basilio Rodríguez Cañada,. Intimités, Itinéraires, Souvenirs, dans lesquels collaborent plus de quarante universitaires, écrivains et critiques littéraires d'une douzaine de pays. Cette même année, une étude sur son œuvre poétique fut réalisée. La peau de la poésie de Basilio Rodríguez Cañada, du professeur, chercheur et philologue Daniel Migueláñez,. Son travail a obtenu divers prix littéraires et a été traduit en arabe, Italien, français, anglais, allemand, portugais, grec, russe, galicien et catalan,,,,. Beaucoup de ses lyriques ont été musicalisées et enregistrées par des artistes de renom. Organisateur et jury de prix littéraires internationaux bien connus : Gustavo Adolfo Bécquer, Ruben Darío, Ibn Arabi, Stefan Zweig, Aristote, Virginia Woolf, Truman Capote, Lord Byron, etc,.
En 2018 il reçoit l´ « Étoile d´or » a l´excellence professionnelle, comme reconnaissance à son activité d´éditeur et à son compromis pour la qualité de son travail.
En 2020 il reçoit le Prix Européen à la qualité Imprésaria, accordée par l´Association Européenne d´Économie y Compétitivité, comme reconnaissance à sa trajectoire professionnelle.

## Œuvre
Livres de poésie
- Las adolescentes (1986, 1996 et 1997)
- Acreedor de eternidades (1996 et 1997)
- Afluentes de la memoria (1997)
- La fuente de jade (1998)
- La lama azul (1999)
- Breve antología poética. 1983-2000 (2000)
- Amiga, amante, compañera (2001)
- País de sombras (2001)
- Viaje al alba (2005)
- La brisa y el simún. Poema dramático (2006)
- Hubo un tiempo (2008)
- Suma poética. 1983-2007 (2011)
- Sobre la piel del amor (2017)
- ¡Imaginez! Antología (2018)

Publications sur sa poésie
- El imaginario poético de Basilio Rodríguez Cañada. Intimidades, itinéraires, remembranzas (2019)
- La piel de la poésie de Basilio Rodríguez Cañada (2019)

Autres travaux
- Poesía Ultimísima. 35 voces para abrir un milenio (1997)
- Milenio. Ultimísima Poesía Española. Antología (1997)
- Conflictos y cooperación en África actual (2000)
- El sueño de la pirámide (2012)